# Seven Atlantic
Le Seven Atlantic est un navire de ravitaillement offshore et de soutien à la plongée  qui appartient à l'entreprise de services offshore Subsea 7. Il navigue sous le pavillon de l'île de Man et son port d'attache est Douglas.

## Histoire
Seven Atlantic est équipé d'une grue principale d'une capacité de 120 tonnes et d'un pont roulant auxiliaire de 10 tonnes. Son pont de travail d'une superficie de 1.200 m² est conçu pour une charge maximale de 10 tonnes/m² avec une cargaison maximale de 3.000 tonnes ne dépassant pas 2 mètres de hauteur au-dessus du pont. 
Il dispose de 2 systèmes de plongée en saturation (cloche pour 24 personnes) jusqu'à 350 mètres de profondeur et de 2 canots de sauvetage hyperbare. Il est aussi équipé pour des opérations de traitement des puits.
Le navire dispose de deux sous-marins télécommandés (ROV) capables d'effectuer des tâches à des profondeurs allant jusqu'à 1.200 mètres.
Le déplacement sur zone d'exécution des travaux est effectué à une vitesse opérationnelle de 12 nœuds. La précision de l'installation est assurée par le système de positionnement dynamique. La centrale de propulsion se compose de six moteurs dieselo-étlectrique Wärtsilä d'une capacité de 3,36 MW chacun.
Il dispose à bord de cabines pour 150 personnes. La livraison du personnel et de la cargaison peut être effectuée à l'aide de l'hélipad, qui est conçu pour recevoir des hélicoptères de type Sikorsky S-61 et Sikorsky S-92.

### Articles externes
- Seven Atlantic - Site marinetraffic
- Seven Seas - Site Flotte Subsea 7